# Malaguilla
Malaguilla – gmina w Hiszpanii, w prowincji Guadalajara, w Kastylii-La Mancha, o powierzchni 28,51 km². W 2011 roku gmina liczyła 145 mieszkańców.